# أبو العيناء
أبو عبد الله محمد بن القاسم بن خلاد بن ياسر بن سليمان اليمامي الهاشمي (191 هـ / 719م - 283 هـ / 896م) ولُقِّب بأبي العيناء. شاعر من [[العi] العباسي الأول|العصر العباسي الأول]]، عُرِف بالفصاحة والظرافة، وتُروَى عنه نوادر كثيرة.

## سيرته
ولِدَ محمد بن القاسم بن خلاد في الأهواز، وكانت ولادته في عام 191هـ، وهو في الأصل مولى بني العباس، وانتسب إليهم بالولاء. انتقل محمد بن القاسم في فترةٍ من حياته إلى البصرة، وعاش فيها ردحاً من الزمن، وفي البصرة تتلمذ لدى عددٍ من علمائها وشيوخها، ومنهم عبد الملك الأصمعي وأبو زيد الأنصاري وأبو عبيدة معمر بن المثنى. في سنِّ الأربعين فقد محمد بن القاسم بصره، فخرج من البصرة، وظلَّ يتردد بين بغداد والبصرة وسامراء، وفي هذه الفترة توطدت علاقته بالخليفة المتوكل، وعُدَّ من ندمائه، واتصل بالحسن بن سهل، وتكسَّب منهما. تُوفِّي أبو العيناء في البصرة، وكانت وفاته في العشرين من جمادى الثاني سنة 283هـ، وقِيل أنَّه تُوفِّي في 282هـ.

## شعره
أبو العيناء شاعر مُقِل، ومع قلة شعره فهو جيد، وامتازت قصائده بوضوح المعنى والبساطة، ومال فيها إلى الفكاهة، وتناول في شعره الحكمة والفخر والهجاء. وفي العصر الحديث جمع نعمان أمين طه نوادره ومخاطباته ونشرها في 1972، ونُشِر ديوانه في 1976 بتحقيق سعيد الغانمي في مجلة "البلاغ"، وفي 1994 نُشِر ديوانه في كتاب منفصل بتحقيق أنطوان القوال.